# خارواتتسه
خارواتتسه (به چکی: Charvatce) یک منطقهٔ مسکونی در جمهوری چک است که در ناحیه ملادا بولسلاو واقع شده‌است. خارواتتسه ۳٫۵۴ کیلومتر مربع مساحت و ۲۲۳ نفر جمعیت دارد و ۲۱۹ متر بالاتر از سطح دریا واقع شده‌است.